# 秦氏贯众
秦氏贯众（学名：Cyrtomium chingianum），为鳞毛蕨科贯众属下的一个植物种。